# 狭花芒毛苣苔
狭花芒毛苣苔（学名：Aeschynanthus wardii）为苦苣苔科芒毛苣苔属下的一个种。

## 扩展阅读
- 維基物種上的相關：狭花芒毛苣苔